# Pallavolo ai Giochi della XXX Olimpiade - Convocazioni al torneo maschile
Elenco dei giocatori convocati per i Giochi della XXX Olimpiade.

## Argentina
| N° | Nome              | Ruolo | Data di nascita  | Squadra            |
| -- | ----------------- | ----- | ---------------- | ------------------ |
| -  | Carlos Weber      | All   | 6 gennaio 1966   | -                  |
| 1  | Gabriel Arroyo    | C     | 3 marzo 1977     | Boca Juniors       |
| 2  | Iván Castellani   | S/O   | 19 gennaio 1991  | Ciudad             |
| 5  | Nicolás Uriarte   | P     | 21 marzo 1990    | Boca Juniors       |
| 6  | Cristian Poglajen | S     | 14 luglio 1989   | Roeselare          |
| 7  | Facundo Conte     | S     | 25 agosto 1989   | Gabeca             |
| 9  | Rodrigo Quiroga   | S     | 23 marzo 1987    | Robur Angelo Costa |
| 10 | Nicolás Bruno     | S     | 24 febbraio 1989 | Boca Juniors       |
| 11 | Sebastián Solé    | C     | 12 giugno 1991   | Bolívar            |
| 12 | Federico Pereyra  | S/O   | 19 giugno 1988   | Funadem            |
| 14 | Pablo Crer        | C     | 12 giugno 1989   | Bolívar            |
| 15 | Luciano De Cecco  | P     | 2 giugno 1988    | Gabeca             |
| 16 | Alexis González   | L     | 21 luglio 1981   | Tours              |

## Australia
| N° | Nome             | Ruolo | Data di nascita  | Squadra            |
| -- | ---------------- | ----- | ---------------- | ------------------ |
| -  | Jon Uriarte      | All   | 15 ottobre 1961  | -                  |
| 1  | Aidan Zingel     | C     | 19 novembre 1990 | BluVolley Verona   |
| 3  | Nathan Roberts   | S/O   | 17 febbraio 1986 | Robur Angelo Costa |
| 5  | Travis Passier   | C     | 26 aprile 1989   | M. Roma            |
| 6  | Igor Yudin       | S/O   | 17 giugno 1987   | Jaroslavič         |
| 7  | Harrison Peacock | P     | 31 gennaio 1991  | Linköpings         |
| 8  | Andrew Grant     | C     | 22 aprile 1985   | Valla              |
| 9  | Adam White       | S     | 8 novembre 1989  | Orion              |
| 12 | Aden Tutton      | L     | 6 dicembre 1984  | Orion              |
| 14 | Grigory Sukochev | P     | 18 febbraio 1988 | Chemes Humenné     |
| 16 | Luke Smith       | S     | 3 agosto 1990    | Linköpings         |
| 18 | Lincoln Williams | S     | 6 ottobre 1993   | AIS                |
| 19 | Thomas Edgar     | S/O   | 21 giugno 1989   | Corigliano Volley  |

## Brasile
| N° | Nome              | Ruolo | Data di nascita   | Squadra            |
| -- | ----------------- | ----- | ----------------- | ------------------ |
| -  | Bernardo Rezende  | All   | 25 agosto 1959    | Rio de Janeiro     |
| 1  | Bruno de Rezende  | P     | 2 luglio 1986     | RJX                |
| 4  | Wallace de Souza  | S/O   | 26 giugno 1987    | Sada               |
| 5  | Sidnei dos Santos | C     | 9 luglio 1982     | Sesi               |
| 6  | Leandro Vissotto  | S/O   | 30 aprile 1983    | Piemonte           |
| 7  | Gilberto de Godoy | S     | 23 dicembre 1976  | Pinheiros          |
| 8  | Murilo Endres     | S     | 3 maggio 1981     | Sesi               |
| 10 | Sérgio dos Santos | L     | 15 ottobre 1975   | Sesi               |
| 11 | Thiago Alves      | S     | 26 luglio 1986    | Panasonic Panthers |
| 14 | Rodrigo Santana   | C     | 17 aprile 1979    | Ziraat Bankası     |
| 16 | Lucas Saatkamp    | C     | 3 giugno 1986     | RJX                |
| 17 | Ricardo Garcia    | P     | 19 novembre 1975  | GRER               |
| 18 | Dante do Amaral   | S     | 30 settembre 1980 | RJX                |

## Bulgaria
| N° | Nome              | Ruolo | Data di nascita   | Squadra       |
| -- | ----------------- | ----- | ----------------- | ------------- |
| -  | Nayden Naydenov   | All   | 25 maggio 1967    | -             |
| 1  | Georgi Bratoev    | P     | 21 ottobre 1987   | Levski Volej  |
| 7  | Todor Skrimov     | S     | 9 gennaio 1990    | Paris         |
| 9  | Dobromir Dimitrov | P     | 7 luglio 1991     | Pirin         |
| 10 | Valentin Bratoev  | S     | 21 ottobre 1987   | Argos         |
| 11 | Vladimir Nikolov  | S/O   | 3 ottobre 1977    | Piacenza      |
| 12 | Viktor Josifov    | C     | 16 ottobre 1985   | Modena        |
| 13 | Teodor Salparov   | L     | 16 agosto 1982    | CSKA Sofia    |
| 14 | Teodor Todorov    | C     | 1º settembre 1989 | Gazprom-Jugra |
| 15 | Todor Aleksiev    | S     | 21 aprile 1983    | Gazprom-Jugra |
| 17 | Nikolaj Penčev    | S     | 22 maggio 1992    | Piacenza      |
| 18 | Nikolaj Nikolov   | C     | 29 luglio 1986    | Callipo       |
| 19 | Cvetan Sokolov    | S/O   | 31 dicembre 1989  | Trentino      |

## Germania
| N° | Nome              | Ruolo | Data di nascita   | Squadra          |
| -- | ----------------- | ----- | ----------------- | ---------------- |
| -  | Vital Heynen      | All   | 12 giugno 1969    | Maaseik          |
| 1  | Marcus Popp       | S     | 23 settembre 1981 | BluVolley Verona |
| 2  | Markus Steuerwald | L     | 7 marzo 1989      | Paris            |
| 3  | Sebastian Schwarz | S     | 2 ottobre 1985    | Padova           |
| 4  | Simon Tischer     | P     | 24 aprile 1982    | Dinamo Krasnodar |
| 5  | Björn Andrae      | S     | 14 maggio 1981    | Kuzbass          |
| 6  | Denys Kaliberda   | S     | 24 giugno 1990    | Unterhaching     |
| 8  | Marcus Böhme      | C     | 25 agosto 1985    | Friedrichshafen  |
| 9  | György Grozer     | O     | 27 novembre 1984  | Asseco Resovia   |
| 10 | Jochen Schöps     | O     | 3 ottobre 1983    | Iskra Odincovo   |
| 11 | Lukas Kampa       | P     | 29 novembre 1986  | Piacenza         |
| 13 | Christian Dünnes  | C     | 16 giugno 1984    | Unterhaching     |
| 15 | Max Günthör       | C     | 9 agosto 1985     | Unterhaching     |

## Italia
| N° | Nome               | Ruolo | Data di nascita  | Squadra            |
| -- | ------------------ | ----- | ---------------- | ------------------ |
| -  | Mauro Berruto      | All   | 8 maggio 1969    | -                  |
| 1  | Luigi Mastrangelo  | C     | 17 agosto 1975   | Piemonte           |
| 3  | Simone Parodi      | S     | 16 giugno 1986   | Lube               |
| 6  | Samuele Papi       | S     | 20 maggio 1973   | Piacenza           |
| 7  | Michał Łasko       | S/O   | 11 marzo 1981    | Jastrzębski Węgiel |
| 9  | Ivan Zaytsev       | S     | 2 ottobre 1988   | M. Roma            |
| 10 | Dante Boninfante   | P     | 7 marzo 1977     | M. Roma            |
| 11 | Cristian Savani    | S     | 22 febbraio 1982 | Lube               |
| 13 | Dragan Travica     | P     | 28 agosto 1986   | Lube               |
| 14 | Alessandro Fei     | C     | 29 novembre 1978 | Piacenza           |
| 15 | Emanuele Birarelli | C     | 8 febbraio 1981  | Trentino           |
| 16 | Andrea Bari        | L     | 5 marzo 1980     | Trentino           |
| 17 | Andrea Giovi       | L     | 19 agosto 1983   | Umbria             |

## Polonia
| N° | Nome               | Ruolo | Data di nascita   | Squadra            |
| -- | ------------------ | ----- | ----------------- | ------------------ |
| -  | Andrea Anastasi    | All   | 8 ottobre 1960    | -                  |
| 1  | Piotr Nowakowski   | C     | 18 ottobre 1987   | Asseco Resovia     |
| 2  | Michał Winiarski   | S     | 28 settembre 1983 | Skra Bełchatów     |
| 4  | Grzegorz Kosok     | C     | 2 marzo 1986      | Asseco Resovia     |
| 5  | Paweł Zagumny      | P     | 18 ottobre 1977   | ZAKSA              |
| 6  | Bartosz Kurek      | S     | 29 agosto 1988    | Skra Bełchatów     |
| 7  | Jakub Jarosz       | S/O   | 10 febbraio 1987  | Top Volley Latina  |
| 9  | Zbigniew Bartman   | S/O   | 4 maggio 1987     | Jastrzębski Węgiel |
| 13 | Michał Kubiak      | S     | 23 febbraio 1988  | Jastrzębski Węgiel |
| 14 | Michał Ruciak      | P     | 22 agosto 1983    | ZAKSA              |
| 15 | Łukasz Żygadło     | P     | 2 agosto 1979     | Trentino           |
| 16 | Krzysztof Ignaczak | L     | 15 maggio 1978    | Asseco Resovia     |
| 18 | Marcin Możdżonek   | C     | 9 febbraio 1985   | Skra Bełchatów     |

## Regno Unito
| N° | Nome                 | Ruolo | Data di nascita   | Squadra          |
| -- | -------------------- | ----- | ----------------- | ---------------- |
| -  | Harry Brokking       | All   | -                 | -                |
| 1  | Peter Bakare         | C     | 2 luglio 1989     | Zwolle           |
| 2  | Benjamin Pipes       | P     | 21 ottobre 1986   | Zwolle           |
| 3  | Oluwadamilola Bakare | S/O   | 22 settembre 1988 | Duvel Puurs      |
| 4  | Daniel Hunter        | L     | 23 gennaio 1990   | Zwolle           |
| 5  | Mark Plotyczer       | S     | 19 febbraio 1987  | Tomis Costanza   |
| 7  | Mark McGivern        | C     | 24 febbraio 1983  | Avignon          |
| 8  | Jason Haldane        | S/O   | 23 luglio 1971    | CSKA Sofia       |
| 9  | Andrew Pink          | S     | 25 gennaio 1983   | Canteleu-Maromme |
| 10 | Nathan French        | S     | 20 aprile 1990    | Avignon          |
| 11 | Joel Miller          | S     | 15 gennaio 1988   | Klagenfurt       |
| 12 | Christopher Lamont   | C     | 7 dicembre 1982   | ASUL Lyon        |
| 17 | Kieran O'Malley      | P     | 12 maggio 1988    | Lycurgus         |

## Russia
| N° | Nome              | Ruolo | Data di nascita   | Squadra               |
| -- | ----------------- | ----- | ----------------- | --------------------- |
| -  | Vladimir Alekno   | All   | 4 dicembre 1966   | Zenit-Kazan           |
| 3  | Nikolaj Apalikov  | C     | 26 agosto 1982    | Zenit-Kazan           |
| 4  | Taras Chtej       | S     | 22 maggio 1982    | Belogor'e             |
| 5  | Sergej Grankin    | P     | 21 gennaio 1985   | Dinamo Mosca          |
| 8  | Sergej Tetjuchin  | S     | 23 settembre 1975 | Belogor'e             |
| 9  | Aleksandr Sokolov | L     | 1º marzo 1982     | Fakel                 |
| 10 | Jurij Berežko     | S     | 27 gennaio 1984   | Zenit-Kazan           |
| 12 | Aleksandr But'ko  | P     | 18 marzo 1986     | Lokomotiv Novosibirsk |
| 13 | Dmitrij Muserskij | C     | 19 ottobre 1988   | Belogor'e             |
| 15 | Dmitrij Il'inych  | S     | 31 gennaio 1987   | Belogor'e             |
| 17 | Maksim Michajlov  | S/O   | 19 marzo 1988     | Zenit-Kazan           |
| 18 | Aleksandr Volkov  | C     | 14 febbraio 1985  | Zenit-Kazan           |
| 20 | Aleksej Območaev  | L     | 22 maggio 1989    | Zenit-Kazan           |

## Serbia
| N° | Nome                    | Ruolo | Data di nascita   | Squadra         |
| -- | ----------------------- | ----- | ----------------- | --------------- |
| -  | Igor Kolaković          | All   | -                 | -               |
| 1  | Nikola Kovačević        | S     | 14 febbraio 1983  | Nižnij Novgorod |
| 2  | Uroš Kovačević          | S     | 3 maggio 1993     | ACH Volley      |
| 4  | Bojan Janić             | S     | 3 novembre 1982   | Fakel           |
| 5  | Vlado Petković          | P     | 6 gennaio 1983    | Umbria          |
| 7  | Dragan Stanković        | C     | 18 ottobre 1985   | Lube            |
| 10 | Miloš Nikić             | S     | 31 marzo 1986     | Gabeca          |
| 11 | Mihajlo Mitić           | P     | 17 settembre 1990 | Stella Rossa    |
| 12 | Milan Rašić             | C     | 2 febbraio 1985   | ACH Volley      |
| 14 | Aleksandar Atanasijević | S/O   | 4 settembre 1991  | Skra Bełchatów  |
| 15 | Saša Starović           | S/O   | 19 ottobre 1988   | Lube            |
| 18 | Marko Podraščanin       | C     | 29 agosto 1987    | Lube            |
| 19 | Nikola Rosić            | L     | 5 agosto 1984     | Friedrichshafen |

## Stati Uniti
| N° | Nome              | Ruolo | Data di nascita  | Squadra            |
| -- | ----------------- | ----- | ---------------- | ------------------ |
| -  | Alan Knipe        | All   | -                | -                  |
| 1  | Matthew Anderson  | S     | 18 aprile 1987   | Modena             |
| 2  | Sean Rooney       | S     | 13 novembre 1982 | Gabeca             |
| 4  | David Lee         | C     | 8 marzo 1982     | Dinamo Mosca       |
| 5  | Richard Lambourne | L     | 6 maggio 1975    | Stati Uniti        |
| 6  | Paul Lotman       | S     | 3 ottobre 1985   | Asseco Resovia     |
| 7  | Donald Suxho      | P     | 21 febbraio 1976 | Treviso            |
| 8  | William Priddy    | S     | 1º ottobre 1977  | Zenit-Kazan        |
| 11 | Brian Thornton    | P     | 22 aprile 1985   | Jastrzębski Węgiel |
| 12 | Russell Holmes    | C     | 1º luglio 1982   | Jastrzębski Węgiel |
| 13 | Clayton Stanley   | S/O   | 20 gennaio 1978  | Ural               |
| 16 | David McKienzie   | S/O   | 5 luglio 1979    | Kuwait SC          |
| 20 | David Smith       | C     | 15 maggio 1985   | Tours              |

## Tunisia
| N° | Nome                | Ruolo | Data di nascita   | Squadra              |
| -- | ------------------- | ----- | ----------------- | -------------------- |
| -  | Fethi Mkaouer       | All   | -                 | -                    |
| 2  | Ahmed Kadhi         | C     | 19 aprile 1989    | Olympique de Kélibia |
| 3  | Marouane M'rabett   | S     | 5 giugno 1985     | Olympique de Kélibia |
| 7  | Ilyès Karamosli     | S     | 22 agosto 1989    | Espérance de Tunis   |
| 8  | Mohamed Ben Slimane | P     | 29 novembre 1981  | Étoile du Sahel      |
| 10 | Hamza Nagga         | S     | 29 maggio 1990    | Olympique de Kélibia |
| 11 | Ismaïl Moalla       | C     | 30 gennaio 1990   | Sfaxien              |
| 12 | Anouer Taouerghi    | L     | 17 agosto 1983    | Sfaxien              |
| 13 | Noureddine Hfaiedh  | S/O   | 27 agosto 1973    | Étoile du Sahel      |
| 14 | Bilel Ben Hassine   | C     | 22 giugno 1983    | Sfaxien              |
| 15 | Mehdi Ben Cheikh    | P     | 13 maggio 1979    | Espérance de Tunis   |
| 16 | Hichem Kaabi        | S/O   | 13 settembre 1986 | Espérance de Tunis   |
| 18 | Hakim Zouari        | S     | 28 marzo 1988     | Sfaxien              |